# Tribulus suberosus
Tribulus suberosus är en pockenholtsväxtart som beskrevs av Hansjörg Eichler och R.M. Barker. Tribulus suberosus ingår i släktet tiggarnötter, och familjen pockenholtsväxter. Inga underarter finns listade i Catalogue of Life.